# Phare de l'île de Manoka
Le phare de l'île de Manoka, situé au large des côtes camerounaises, est un site historique. 

## Histoire
Autrefois utilisé par les autorités coloniales allemandes comme prison pour les opposants nationalistes, il est célèbre pour avoir abrité le Rudolph Douala Manga Bell, une figure emblématique de la résistance contre le régime colonial. Celui-ci y est emprisonné avant d'être exécuté par pendaison à Douala en 1914.

## Architecture
La prison, construite au début des années 1900, s'étend sur environ 100 m² et compte deux niveaux. Le rez-de-chaussée ainsi que le premier étage servaient de cellules. Certains murs portent encore les inscriptions laissées par des prisonniers de l'époque. Le second étage de l'édifice était utilisé comme dépôt de munitions. Malgré son âge, la structure reste solide, bien que les escaliers menant aux cellules soient délabrés.
Selon les récits des habitants de l'île, la prison était jadis entourée de crocodiles, renforçant ainsi son caractère impénétrable et isolé. 

## Tourisme
Aujourd'hui, le phare et son histoire font partie du patrimoine historique du Cameroun. Il n'est pas restauré, mais demeure une forte destination touristique.